# Two and a Half Men (seizoen 9)
Het negende seizoen van de Amerikaanse sitcom Two and a Half Men werd oorspronkelijk uitgezonden op de commerciële televisiezender CBS vanaf 19 september 2011 tot en met 14 mei 2012. De hoofdrollen worden vertolkt door Jon Cryer, Angus T. Jones en Ashton Kutcher en de nevenrollen door Conchata Ferrell, Marin Hinkle, Sophie Winkleman, Holland Taylor en Ryan Stiles. Het seizoen telt 24 afleveringen. Ashton Kutcher verving Charlie Sheen als hoofdrolspeler. Sheen werd op 7 maart 2011 ontslagen door Warner Bros., het productiehuis achter Two and a Half Men. Kutcher speelt de rol van internetmiljardair Walden Schmidt.

## Samenvatting
Charlie Harper is overleden in Parijs, maar niemand die exact weet hoe dat is gebeurd. Zijn huis wordt verkocht aan een man die lijkt op een moderne Jezus van Nazareth. De man stelt zich voor aan Alan Harper (Jon Cryer) – immer daar – als Walden Schmidt (Ashton Kutcher). Walden, een miljardair uit de IT-sector, heeft zelfmoordneigingen en wil zich verdrinken in de Stille Oceaan omdat zijn 'sprookjeshuwelijk' met Bridget (Judy Greer) op de klippen liep. Alan brengt hem op andere gedachten en de twee worden vrienden. Alan en Jake (Angus T. Jones) verwerken Charlies dood en vinden steun bij Walden. Alan stort echter mentaal in.

## Overzicht
| Nr. serie | Nr. reeks | Titel van aflevering             | Scenarist(en)                                                | Uitzenddatum      |  |
| --- | --------- | -------------------------------- | ------------------------------------------------------------ | ----------------- |  |
| 1 | 178       | Nice to Meet You, Walden Schmidt | Chuck Lorre, Lee Aronsohn, Eddie Gorodetsky en Jim Patterson | 19 september 2011 |  |
| Charlie is gestorven in Parijs, maar op zijn begrafenis zijn moeder Evelyn (Holland Taylor) en zijn 'onafscheidelijke' broer Alan (Jon Cryer) de enigen die aardig voor hem zijn. Alan en zijn puberale zoon Jake (Angus T. Jones) ontmoeten Walden Schmidt (Ashton Kutcher), een miljardair met een gebroken hart. Titelquote: Alan, nadat Walden zich heeft voorgesteld en vlak voordat hij onder de douche stapt. Noot: Eerste aflevering met Ashton Kutcher als Walden Schmidt |           |                                  |                                                              |                   |  |
| 2 | 179       | People Who Love Peepholes        | Chuck Lorre, Lee Aronsohn, Eddie Gorodetsky en Jim Patterson | 26 september 2011 |  |
| Walden heeft zorgen omwille van zijn ex-vrouw Bridget (Judy Greer). Titelquote: Alan, nadat Walden opgewonden ontdekt dat de voordeur een kijkgaatje heeft. |           |                                  |                                                              |                   |  |
| 3 | 180       | Big Girls Don't Throw Food       | Eddie Gorodetsky en Jim Patterson                            | 3 oktober 2011    |  |
| Alan regelt Walden een date met Bridget, terwijl Jake besluit in Waldens voetsporen te treden. Jake stopt dus met school. Titelquote: Walden, tijdens een etentje met Bridget, terwijl een kind in de buurt eten naar hem gooit. |           |                                  |                                                              |                   |  |
| 4 | 181       | Nine Magic Fingers               | Chuck Lorre en Lee Aronsohn                                  | 10 oktober 2011   |  |
| Walden gaat op zoek naar de ware terwijl Alan de kans krijgt om vrede te sluiten met zijn vriendin Lindsey (Courtney Thorne-Smith). Titelquote: Berta's vriend, die de middelvinger aan zijn rechterhand mankeert. Noot: Laatste aflevering met Jenny McCarthy als Courtney Leopold |           |                                  |                                                              |                   |  |
| 5 | 182       | A Giant Cat Holding a Churro     | Susan Beavers, Don Reo en David Richardson                   | 17 oktober 2011   |  |
| Alan kan het louche filmverleden van Lindsey niet accepteren. Walden vrolijkt hem op door een feestje te geven. Titelquote: Walden, high van cannabisbrownies, nadat hij Berta had zien lopen met schmink en met een churro in haar hand. |           |                                  |                                                              |                   |  |
| 6 | 183       | The Squat and the Hover          | Susan Beavers, Don Reo en David Richardson                   | 24 oktober 2011   |  |
| Walden ontvangt scheidingspapieren van Bridget, maar vergeet zijn depressie als hij Gretchen ontmoet, die griezelig op Bridget lijkt. Titelquote: Kiki, de date van Alan, die beschrijft hoe ze de badkamer van de bar moest gebruiken. |           |                                  |                                                              |                   |  |
| 7 | 184       | Those Fancy Japanese Toilets     | Eddie Gorodetsky en Jim Patterson                            | 31 oktober 2011   |  |
| Jake is verliefd op het meisje dat hem helpt met zijn schoolwerk voor scheikunde, maar zij is stiekem verliefd is op Walden. Alan is geobsedeerd door het dagboek dat zijn broer hem in zijn testament heeft nagelaten. Titelquote: Walden tegen Charlie en Alans moeder Evelyn, als hij haar zegt dat hij een bidet in zijn badkamer wil. |           |                                  |                                                              |                   |  |
| 8 | 185       | Thank You for the Intercourse    | Lee Aronsohn, Eddie Gorodetsky en Jim Patterson              | 7 november 2011   |  |
| Wanneer Walden het voormalig strandhuis van zijn overleden broer Charlie herinricht naar zijn persoonlijke smaak, reageert Alan overdreven emotioneel. Titelquote: Walden, tegen zijn onenightstand, nadat hij onthuld heeft dat hij niet van plan is een relatie met haar te beginnen. |           |                                  |                                                              |                   |  |
| 9 | 186       | Frodo's Headshots                | Susan Beavers, Don Reo en David Richardson                   | 14 november 2011  |  |
| Na zijn verblijf in een ontwenningskliniek wordt Alan geconfronteerd met een hele reeks uitdagingen die zijn vermogen om ermee om te gaan op de proef stellen. Titelquote: Jake bespreekt in Alans droom zijn plannen om een zoon te krijgen via een tv-reclame. |           |                                  |                                                              |                   |  |
| 10 | 187       | A Fishbowl Full of Glass Eyes    | Lee Aronsohn, Eddie Gorodetsky en Jim Patterson              | 21 november 2011  |  |
| Walden verleidt de Britse babe Zoey (Sophie Winkleman), maar geen van beiden is er zeker van klaar te zijn om opnieuw de datingwereld te betreden. Titelquote: Sid, de lommerd, beschrijft de items die hij in zijn opslagruimte heeft. Noot: Eerste aflevering met Sophie Winkleman als Zoey Hyde-Tottingham-Pierce |           |                                  |                                                              |                   |  |
| 11 | 188       | What a Lovely Landing Strip      | Eddie Gorodetsky, Jim Patterson en Don Reo                   | 5 december 2011   |  |
| Walden imponeert zijn Britse geliefde als Bridget weer zijn leven is binnengedrongen. Titelquote: Walden, met een Engels accent, als hij naar Mexico vliegt voor een diner met Zoey. |           |                                  |                                                              |                   |  |
| 12 | 189       | One False Move, Zimbabwe!        | Eddie Gorodetsky, Jim Patterson en Don Reo                   | 12 december 2011  |  |
| Waldens moeder (Mimi Rogers) komt over de vloer en Alan is in opperste stemming. Zelfs als ze Waldens verleden blootlegt wat Alan in een neerwaartse spiraal brengt. Titelquote: Walden, die zijn moeder verwijt dat ze hem met de constante angst laat leven om naar Zimbabwe te worden gestuurd. |           |                                  |                                                              |                   |  |
| 13 | 190       | Slowly and in a Circular Fashion | Lee Aronsohn, Eddie Gorodetsky en Jim Patterson              | 2 januari 2012    |  |
| Waldens ex-vrouw en moeder Robin proberen de controle over zijn internetbedrijf over te nemen, dus vraagt hij Alan om hulp. Titelquote: Alan, die Robin instrueert hoe ze haar hand moet bewegen nadat ze haar hand op zijn kruis heeft geplaatst. |           |                                  |                                                              |                   |  |
| 14 | 191       | A Possum on Chemo                | Chuck Lorre, Eddie Gorodetsky en Jim Patterson               | 16 januari 2012   |  |
| Zoey probeert Walden ervan te overtuigen zijn haar te knippen en te scheren. Alan en Lindsey blazen hun relatie nieuw leven in. Titelquote: Alan, die Zoey vertelt hoe zijn gezicht eruitzag toen hij probeerde een baard te laten groeien. |           |                                  |                                                              |                   |  |
| 15 | 192       | The Duchess of Dull-in-Sack      | Eddie Gorodetsky, Jim Patterson en Don Reo                   | 6 februari 2012   |  |
| Walden probeert de gesloten Zoey wat losser te maken door de brownies van huishoudster Berta (Conchata Ferrell) met haar te delen. Titelquote: Berta, over Zoey's gebrek aan enthousiasme tijdens de seks met Walden. |           |                                  |                                                              |                   |  |
| 16 | 193       | Sips, Sonnets and Sodomy         | Chuck Lorre en Lee Aronsohn                                  | 13 februari 2012  |  |
| Wanneer een storm Walden, Alan, Zoey en Lindsey thuis houdt op Valentijnsdag, zijn de messen geslepen. Titelquote: Alan, over de plannen van hem en Lindsey op Valentijnsdag. |           |                                  |                                                              |                   |  |
| 17 | 194       | Not in My Mouth!                 | Chuck Lorre en Lee Aronsohn                                  | 20 februari 2012  |  |
| Een bijna-doodervaring heeft een negatief effect op de relatie van Walden en Zoey. Alan meent dat Lindsey een drankprobleem heeft. Titelquote: Alan, wanneer een dronken Lindsey overgeeft in zijn mond. |           |                                  |                                                              |                   |  |
| 18 | 195       | The War Against Gingivitis       | Eddie Gorodetsky, Jim Patterson en Don Reo                   | 27 februari 2012  |  |
| Waldens voormalige zakenpartner en rivaal Billy Stanhope (Patton Oswalt) duikt op. Billy wil de strijdbijl begraven. Titelquote: Alan, die Walden uitlegt waarom hij een verscheidenheid aan tandzijde in zijn broekzak heeft. |           |                                  |                                                              |                   |  |
| 19 | 196       | Palmdale, Ech                    | Eddie Gorodetsky, Jim Patterson en Don Reo                   | 19 maart 2012     |  |
| Alan en Lindsey stellen elkaars moeders aan elkaar voor. Jake en Eldridge (Graham Patrick Martin) worden door Walden naar een feestje gereden. Titelquote: Evelyn, wanneer Alan vermeldt waar Lindsey's moeder woont. |           |                                  |                                                              |                   |  |
| 20 | 197       | Grandma's Pie                    | Chuck Lorre en Lee Aronsohn                                  | 9 april 2012      |  |
| Walden vertelt Zoey dat hij zaken wil doen met zijn ex-vrouw Bridget. Alan en Lindsey trachten om te gaan met de relatie van hun moeders. Titelquote: Eldridge over de taart die zijn grootmoeder Jean als toetje maakte, zich niet bewust van enige dubbelzinnigheid. |           |                                  |                                                              |                   |  |
| 21 | 198       | Mr. Hose Says 'Yes'              | Chuck Lorre, Eddie Gorodetsky, Jim Patterson en Don Reo      | 16 april 2012     |  |
| Zoey en haar dochtertje komen bij Walden wonen. Alan krijgt meer dan hij had verwacht van Lindsey. Titelquote: Alan, tegen Lindsey, over zijn humeur voor seks met een gebroken neus. |           |                                  |                                                              |                   |  |
| 22 | 199       | Why We Gave Up Women             | Eddie Gorodetsky, Jim Patterson en Don Reo                   | 30 april 2012     |  |
| Charlie's geest (Kathy Bates) brengt een bezoekje aan Alan nadat Alan een kleine hartaanval heeft gehad. Titelquote: Een dokter die denkt dat Walden homo is, nadat hij een ruzie tussen hem en Zoey heeft mogen aanhoren. |           |                                  |                                                              |                   |  |
| 23 | 200       | The Straw in My Donut Hole       | Chuck Lorre, Lee Aronsohn en Susan Beavers                   | 7 mei 2012        |  |
| Zoey is niet van de mening toegedaan dat Alan alle liefde en genegenheid verdient die hij ontvangt na zijn ontslag uit het ziekenhuis. Titelquote: Alan, tegen Zoey, over waar ze zijn bananensmoothie moest zetten terwijl ze een rugmassage van hem kreeg. |           |                                  |                                                              |                   |  |
| 24 | 201       | Oh Look! Al-Qaeda!               | Eddie Gorodetsky, Jim Patterson en Don Reo                   | 14 mei 2012       |  |
| Jake studeert af, maar weet niet wat hij met zijn leven gaat doen. Titelquote: Alan, die de rekruteerder van het leger afleidt om Jakes aanwervingsformulier te stelen. Noot: Laatste aflevering met Graham Patrick Martin als Eldridge McElroy |           |                                  |                                                              |                   |  |

## Rolverdeling

### Hoofdcast
- Jon Cryer (Alan Harper)
- Angus T. Jones (Jake Harper)
- Ashton Kutcher (Walden Schmidt)
- Conchata Ferrell (Berta)
- Marin Hinkle (Judith Harper)
- Holland Taylor (Evelyn Harper)

### Gastacteurs
- Courtney Thorne-Smith (Lindsey Mackelroy)
- Graham Patrick Martin (Eldridge Mackelroy)
- Sophie Winkleman (Zoey)
- Judy Greer (Bridget)
- Melanie Lynskey (Rose)
- Ryan Stiles (Herb Melnick)